# Derrame Rock
Le Festival Derrame Rock est un festival de musique rock espagnol, qui se déroule dans les Asturies tous les étés depuis 1996. Le principal organisateur est le label discographique Santo Grial Producciones.

## Éditions

### Années 1990–2000
La première édition (Derrame Rock 1) du Derrame Rock est organisée au Recinto Ferial de Grado le 20 juillet 1996 avec Extremoduro, Platero y Tú, La Destilería. La deuxième (Derrame Rock 2) est organisée au Pabellón de los Deportes de Gijón le 18 juillet 1997 avec Los Suaves, La Destilería, et Koma. La troisième (Derrame Rock 3) au Plaza de Toros de Gijón le 21 août 1998 avec Barricada, M-Clan, Ktulu, et Tierra de nadie.
La quatrième (Derrame Rock 4) au Discoteca La Real de Oviedo le 22 octobre 1999 avec Soziedad Alkoholika, Ktulu, A Palo Seko, et Fe de Ratas. La cinquième (Derrame Rock 5) au Campo de fútbol de Ganzábal, La Felguera, les 30 juin et 1er juillet 2000 avec Barón Rojo, Los Suaves, Rosendo, Fe de Ratas, Tierra de nadie, et Escuela de Odio. La sixième (Derrame Rock 6) se déroule au Campo de fútbol de Ganzábal, La Felguera, les 29 et 30 juin 2001, et implique Mägo de Oz, La Polla, Avalanch, Reincidentes, Grave Digger, Fe de Ratas, Lujuria, Soziedad Alkoholika, Hamlet, Boikot, Koma, Dixebra, MDH, Grass, Escuela de Odio, Mala Reputación, et Insania. 
La septième édition (Derrame Rock 7) présente davantage de groupes qu'aux précédentes éditions. Elle se déroule au Polígono de La Moral, La Felguera les 27, 28 et 29 juin 2002 avec : Barricada, Los Suaves, Edguy, Obús, La Polla, Soziedad Alkoholika, Marea, El Último Ke Zierre, Tierra Santa, Koma, Saratoga, Su Ta Gar, Porretas, Sôber, Segismundo Toxicómano, Rivendel Lords, Zirrosis, Northwind, A Palo Seko, Sphinx, Transfer, Skunk D.F., Ankhara, Biotech, Experimento Quatermass, Sikarios, La Fuga, Cormorant, The Birras, Sugarless, El Bueno, el Feo y el Malo, et Capitán Nemo.
La huitième édition (Derrame Rock 8) est organisée au Polígono de La Moral, La Felguera, et présente encore plus de groupes que la précédente édition les 26, 27 et 28 juin 2003 : avec Rosendo, Reincidentes, La Polla, Saratoga, Hamlet, Moonspell, Sôber, Avalanch, Ilegales, Fe de Ratas, WarCry, Narco, Los Muertos de Cristo, La Fuga, Manolo Kabezabolo, Lujuria, M.C.D., Boikot, Segismundo Toxicómano, Disidencia, Beethoven R, Transfer, Dixebra, Biotech, Mala Reputación, Saurom Lamderth, Kannon, Sugarless, Sikarios, Madera Rock, Coilbox, Jacky Trap, Bulldozer, Karbon 14, Vendaval, Vantroi, Red Wine, Human, Berri Txarrak, N.D. No, Tiro na Testa, Hedswip, Sway, Freak XXI, A Palo Seko, Violadores del Verso, SFDK, Tote King, Rapsusking, Mendozah, L.O.R., Vecinox Lokos, et Dos Cabrones.
Un concert spécial nommé Derrame Rock, ¿peligro de extinción? est organisé à la Sala Quattro de Avilés le 13 décembre 2003. Il est exceptionnellement réalisé en décembre pour des impératifs organisationnels.  Il fait participer Dixebra, Fe de Ratas, Escuela de Odio, Mala Reputación, et Jacky Trap. Le Derrame Rock 9 est organisé au Recinto Deportivo de Agones, Pravia, les 1er, 2 et 3 juillet 2004 : le premier jour fait participer Barricada et Brecha ; le deuxième jour, O'Funk'Illo, Sugarless, Jacky Trap, La Gran Orquesta Republicana, Hora Zulú, Meinhoff, et Escuela de Odio ; et le troisième Los Suaves, La Fuga, Koma, Kannon, Poncho K, Silencio Absoluto, Segismundo Toxicómano, et Skontra.
Le Derrame Rock 10 est organisé au Recinto Deportivo de Agones, Pravia, également les 1er, 2 et 3 juillet 2005 : le premier jour (Escenario Sol Música) fait participer Orishas, Mala Rodríguez, Eskorzo, La Pulquería, Savia, Skunk D.F., et Human ; le premier jour toujours (Escenario San Miguel) : Gatillazo, Boikot, A.N.I.M.A.L., Habeas Corpus, Dixebra, Los Reconoces, et Ñu.

### Années 2010
La 20e édition du festival, le Derrame Rock 2015, fête les 15 ans du festival. Le Derrame Rock 2015 est organisé le 23 avril 2016 et fait notamment participer Los Suaves.